# Demografia de Singapura

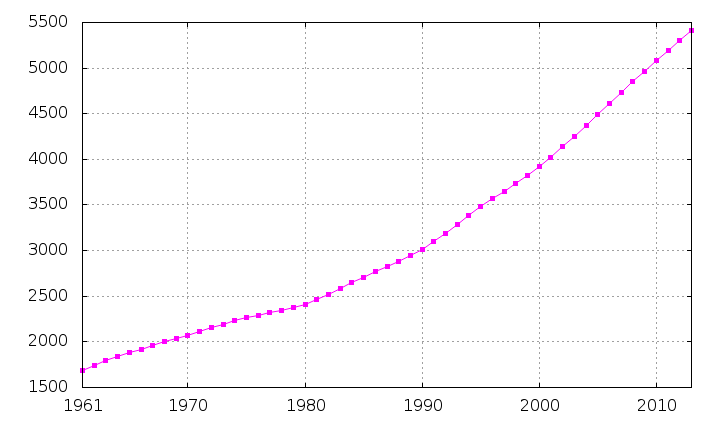
Demografia em Singapura de acordo com a FAOSTAT, em 2005

Singapura possui 5,612 mil hab/km² de habitantes, sendo o 2º país mais povoado do mundo. A etnia predominante é a asiática, com estatura média baixa, cabelos escuros, pele amarelada e olhos de cor escura.
A população de Singapura é composta por diversos grupos, predominando os malaios, indonésios e chineses.

## Dados populacionais
- Total de habitantes – 5,70 milhões (2019), sendo chineses 76%, malaios 15%, indianos 6%, outros 3% (1996)
- Densidade populacional – 5.616,22 hab/km²
- População urbana – 100% (2019)
- Crescimento demográfico – 1,1% ao ano (2019)
- Taxa de fecundidade – 1,14 filho por mulher (2018)[2]
- Expectativa de vida M/F – 83,49 anos (2019)
- Mortalidade infantil – 5 por mil nascimentos (1995-2000)
- Analfabetismo – 7,6% (2000)
- IDH (0-1) – 0,932 (2017-2018)[3]